# Elter Water
Elter Water è un piccolo lago che si trova a 800 metri a sud-est del villaggio di Elterwater. Entrambi sono situati nella valle di Great Langdale nel Lake District inglese. Il nome Elterwater significa Lago dei Cigni o Lago di Alder. Thomas Frederick Worrall dipinse un acquerello del lago con il Langdale Pike sullo sfondo. Questo dipinto si trova nella casa del vescovo, Keswick.
Il lago è lungo 930 metri e varia in larghezza fino ad un massimo di 320 m, coprendo un'area di 0,15 km2. Ha una profondità massima di 6,1 metri e si trova ad un'altitudine sul livello del mare di 57 metri. Il fiume Brathay, che fornisce il deflusso dall'Elter Water, scorre a sud per immettersi nel lago Windermere, vicino ad Ambleside.
Sul lago è vietata la navigazione.

## Etimologia
Il nome significa 'Il lago frequentato dai cigni', e  cigni selvatici svernano ancora sul lago.